# 弗拉迪泽拉
弗拉迪泽拉是葡萄牙布拉干萨区的一个堂区。总面积13.46平方公里，总人口300人，人口密度22.3人/平方公里。